# Hank Soar
Albert Henry Soar, detto Hank (Alton, 17 agosto 1914 – Pawtucket, 24 dicembre 2001), è stato un giocatore di football americano, allenatore di pallacanestro e arbitro di baseball statunitense, professionista nella NFL, nella BAA e nella MLB.